# Abura-akago

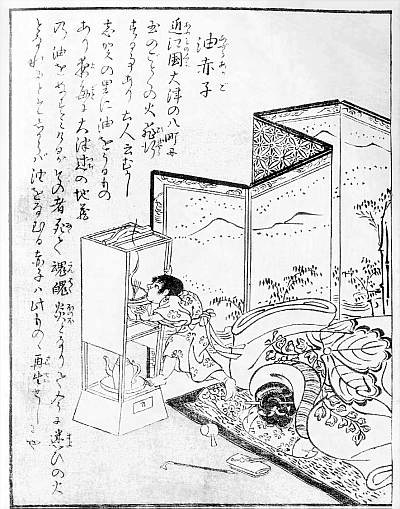
Un abura-akago come appare in Konjaku gazu zoku hyakki di Toriyama Sekien

Abura-akago (油赤子?, "bambino dell'olio") è uno spirito presente nei racconti popolari giapponesi illustrati da Toriyama Sekien nel suo libro Konjaku gazu zoku hyakki. È uno yōkai e solitamente viene descritto come un bambino, che lecca l'olio da un lanterna andon (行灯?).

## Descrizione
Si dice che l'abura-akago entri di notte nelle case abitate e nei templi sotto forma di hitodama (una specie di fiamma fantasma o fuoco fatuo) e assuma la forma di un neonato o di un bambino piccolo. In questa forma infantile, leccano l'olio delle lampade a olio e delle lanterne di carta, note come andon, poi tornano a essere sfere e volano via.
Le note di accompagnamento di Sekien all'illustrazione lo descrivono:
土人云（いわく） むかし志賀の里に油をうるものあり
夜毎に大津辻の地蔵の油をぬすみけるが
その者死て魂魄炎となりて 今に迷ひの火となれるとぞ
しからば油をなむる赤子は 此（この）ものの再生せしにや»
(Konjaku gazu zoku hyakki)
Le parole dopo "tanto tempo fa nel villaggio di Shiga" sono state citate da una storia su un misterioso incendio chiamato "abura-nusumi no hi" (il fuoco che ruba l'olio), che compare nei libri del periodo Edo, lo Shokoku Rijin Dan (諸国里人談?) e lo Honchō Koji Innen Shū (本朝故事因縁集?). In quei libri, si afferma che esistesse una credenza popolare secondo cui un mercante di olio di Ōtsu, nella provincia di Ōmi, rubò dell'olio da una statua di Jizō per poterlo rivendere. Per questo motivo dopo la morte non gli era stato permesso di entrare nell'aldilà. Lo spirito maledetto del ladro si trasformò quindi in un fuoco fatuo.
Sul monte Hiei, si dice che appaia un misterioso incendio chiamato abura-bō, e nello Shokoku Rijin Dan, questo incendio è visto come lo stesso "abura-nusumi no hi". Si deduce che l'abura-akago di Sekien fosse un racconto inventato basato su questo "abura-nusumi no hi" nello Shokoku Rijin Dan e in altri libri.
Una leggenda simile si racconta nell'ex provincia di Ōmi: lì, si dice che l'abura-akago vaghi di notte per le strade sotto forma di Hitodama e succhi l'olio dalle lampade. Gli abitanti del posto credono che l'abura-akago sia la reincarnazione di un malvagio mercante d'olio che, durante la sua vita, rubò ripetutamente l'olio dai lampioni stradali e dai cortili. Anche dopo la sua morte, non riuscì (o non volle) smettere di rubare. Perciò fu condannato a vagare per sempre come un fantasma per le strade e le case e a bere olio per lampade.
Come molti altri yōkai legati al petrolio, si dice che gli abura-akago abbiano origine da ladri di petrolio. Sebbene le circostanze specifiche di questi ladri siano andate perdute nel tempo, rispecchiano così tanto quelle di molti altri yōkai che possiamo dedurre che questi ladri siano morti e, invece di passare all'aldilà, si siano trasformati in yōkai come punizione per i loro peccati.
Simile a questa interpretazione, nel libro Tōhoku Kaidan no Tabi del romanziere Yamada Norio, una raccolta di kaidan, c'era un kaidan della prefettura di Akita intitolato "abura-name akago" (bambino che lecca l'olio) in cui una donna che portava in grembo un bambino ad Akida rimase a casa di uno shōya, e lì il bambino succhiò completamente tutto l'olio di una lanterna.
In questo contesto, il petrolio era una risorsa preziosa usata come cibo e come illuminazione in Giappone, diventando ancora più una necessità dal Medioevo a causa di un miglioramento nella tecnologia di raffinazione, portando alla teoria che questi yōkai siano nati come avvertimento contro lo spreco di petrolio leccandolo e succhiandolo.